# 深圳市翠园教育集团
深圳市翠园教育集团（ 英語：Shenzhen Cuiyuan Education Group）是由深圳市罗湖区人民政府批准成立的教育集团，成立于2018年1月18日。其牵头学校深圳市翠园中学创建于1964年，原名深圳市第二中学，是深圳市首批“国家级示范性高中”，广东省一级学校，深圳市老牌重点中学。

## 学校历史
- 1964年，翠园中学创立，初名深圳镇职业中学。
- 1966年，更名为深圳农业中学。
- 1968年，更名为深圳五七中学。
- 1979年，改称深圳市第二中学。
- 1985年，定为翠园中学。
- 1998年，怡景中学与翠园中学合并，建立初中部。
- 1999年，被评为广东省一级学校。
- 2007年，建立东晓校区。
- 2018年，翠园教育集团挂牌成立，韩冬青任首任总校长[3]；文锦中学[4]、松泉实验学校[5]和鹏兴实验学校[6]等三所成员学校纳入翠园教育集团。
- 2019年，初中部更名为翠园初级中学[7]，东晓校区更名为翠园东晓中学[8]。
- 2021年，郭玉竹接任第二任总校长[9]；翠园实验学校开学[10]；文锦中学更名为翠园文锦中学[11]。
- 2022年，翠园东晓中学从翠园教育集团剥离，升级为翠园东晓教育集团[12]。
- 2023年，东湖中学加盟翠园教育集团[13]。

## 歷任校長

### 翠园教育集团总校长
- 第1任（2018－2021）：韩冬青[3]
- 第2任（2021－今）：郭玉竹[9]

### 翠园中学校长
- 第1任（1964－1970）：李炳新
- 第2任（1971－1972）：何耀
- 第3任（1974－1976）：廖惠明
- 第4任（1976－1979）：陈天
- 第5任（1979－1981）：张东成
- 第6任（1981－1984）：王一峰
- 第7任（1984－1985）：曾仲培
- 第8任（1986－1991）：宣绍镛
- 第9任（1992－2000）：薛金龙
- 第10任（2000－2007）：衷敬高
- 第11任（2007－2013）：刘荣青
- 第12任（2013－2021）：韩冬青
- 第13任（2022－）：郭玉竹

## 建制
深圳市翠园教育集团現有7所成员学校，集团总部设立在高中部，成员校的法人单位属性不变。
| 办学形式 | 学校名称           | 主管部门           | 学校类型       | 党委（总支）书记 | 校长   | 成立时间                                | 地址                     |
| -------- | ------------------ | ------------------ | -------------- | ---------------- | ------ | --------------------------------------- | ------------------------ |
| 公办学校 | 深圳市翠园中学     | 深圳市罗湖区教育局 | 高级中学       | 陈亚桥           | 郭玉竹 | 1964年                                  | 罗湖区东门北路1016号     |
| 公办学校 | 深圳市翠园初级中学 | 深圳市罗湖区教育局 | 初级中学       | 周小荣           | 张乐   | 学校成立：1984年 作为初中部：1998年     | 罗湖区怡景路景贝北1006号 |
| 公办学校 | 深圳市翠园文锦中学 | 深圳市罗湖区教育局 | 初级中学       | 郭晓红           | 暂缺   | 学校成立：1983年 纳入集团：2018年9月    | 罗湖区文锦南路1013号     |
| 公办学校 | 深圳市松泉实验学校 | 深圳市罗湖区教育局 | 九年一贯制学校 | 曾挺宇           | 暂缺   | 学校成立：2002年8月 纳入集团：2018年9月 | 罗湖区太白路4058号       |
| 公办学校 | 深圳市翠园实验学校 | 深圳市罗湖区教育局 | 九年一贯制学校 | 李远岱           | 李远岱 | 2021年9月                               | 罗湖区黄贝岭一路28号     |
| 公办学校 | 深圳市东湖中学     | 深圳市罗湖区教育局 | 初级中学       | 李光耀           | 胡婷   | 学校成立：2000年8月 纳入集团：2023年4月 | 罗湖区心安路1号          |
| 民办学校 | 深圳市鹏兴实验学校 | 深圳市罗湖区教育局 | 九年一贯制学校 | 张明玉           | 章学郭 | 学校成立：2000年 纳入集团：2018年10月   | 罗湖区国威路313号        |

## 学校社团
| 综合类 团委学生会 | 学术类 文学社 模拟联合国 生物与化学社 | 社会类 红十字会 义工联合会 环保社 | 康乐类 魔方社 烹饪社 美术社 动漫社 映画流年摄影社 | 演藝类 合唱队 舞蹈隊 小提琴隊 N.E戏剧社 K歌社 街舞社 现代乐手社 | 體育类 足球社 羽毛球社 跆拳道社 |  |

## 註解
1. 1 2  深圳市翠园教育集团. . （原始内容存档于2021-04-07）.
2. ↑  . cyzx.luohuedu.net.   [2019-07-27]. （原始内容存档于2019-07-27）.
3. 1 2  深圳晚报. .   [2018-09-30]. （原始内容存档于2019-07-27）.
4. ↑  . epaper.southcn.com.   [2019-07-27]. （原始内容存档于2019-07-27）.
5. ↑  . www2.luohuedu.net.   [2019-07-27]. （原始内容存档于2019-07-27）.
6. ↑  . pengxing.zt.luohuedu.net.   [2019-07-27]. （原始内容存档于2019-07-27）.
7. ↑  . cycz.luohuedu.net.   [2020-05-03].
8. ↑  . www2.luohuedu.net.   [2020-05-03].
9. 1 2  . www.sznews.com.   [2021-09-18].
10. ↑  . www.dutenews.com.   [2021-09-18].
11. ↑  . www.sznews.com.   [2021-09-18].
12. ↑  . www.myzaker.com.   [2022-01-30].
13. ↑  . 南方+.   [2023-06-11]. （原始内容存档于2023-06-11） （英语）.